# Megophrys glandulosa
Megophrys glandulosa es una especie de anfibios de la familia Megophryidae.

## Distribución geográfica
Se encuentra desde Bután y el este de la India hasta la provincia de Yunnan pasando por el norte de Birmania.

## Estado de conservación
Se encuentra amenazada por la pérdida de su hábitat natural.